# هاينس فلوه
هاينز فلوهه (بالألمانية: Heinz Flohe) من (و. 28 يناير 1948 في إيسكيرخين-ت. 15 يونيو 2013)، لاعب كرة قدم ألماني غربي سابق.
بدأ مسيرته الكروية مع نادي كولن في عام 1966، وفي عام 1979 انتقل إلى نادي ميونخ 1860، ولعب معهم حتى عام 1980 حيث اعتزل كرة القدم.
و قد لعب مع منتخب ألمانيا الغربية لكرة القدم في 39 مباراة دولية وسجل 8 أهداف.

## مسيرته الكروية
لعب هاينس فلوه خلال مسيرته الاحترافية مع ناديين في أربعة عشر موسمًا وسجل خلالها 80 هدف ضمن 343 مباراة. حيث فاز في ثلاثة مواسم بالكأس وفي موسم واحد بالدوري.
خاض هاينس فلوه مسيرته مع نادي كولن في موسم 1966–67 ليلعب معه ثلاثة عشر موسمًا، مشاركًا في 329 مباراة سجل خلالها 76 هدفًا. ثم انتقل إلى نادي ميونخ 1860 في موسم 1979–80 لمدة موسم واحد، حيث شارك في 14 مباراة سجل خلالها 4 أهداف.

## روابط خارجية
- هاينس فلوه على موقع الاتحاد الدولي (مؤرشف)  (الإنجليزية)
- هاينس فلوه على موقع قاعدة بيانات كرة القدم.إي يو (الإنجليزية)
- هاينس فلوه على موقع بيانات كرة القدم. دي إي (الألمانية)
- هاينس فلوه على موقع ناشيونال فوتبول تيمز (الإنجليزية)
- هاينس فلوه على موقع عالم كرة القدم.نت (الإنجليزية)